# Vaterpolo na Poletnih olimpijskih igrah 2012
Vaterpolo na Poletnih olimpijskih igrah 2012. Tekmovanja so potekala za moške in ženske reprezentance.

## Dobitniki medalj
| Kategorija | Zlato | Srebro | Bron |
| Moški      | HrvaškaJosip Pavić · Damir Burić · Miho Bošković · Nikša Dobud · Maro Joković · Petar Muslim · Ivan Buljubašić · Andro Bušlje · Sandro Sukno · Samir Barač · Igor Hinić · Paulo Obradović · Frano Vićan                        | ItalijaStefano Tempesti · Amaurys Pérez · Niccolò Gitto · Pietro Figlioli · Alex Giorgetti · Maurizio Felugo · Massimo Giacoppo · Valentino Gallo · Christian Presciutti · Deni Fiorentini · Matteo Aicardi · Danijel Premuš · Giacomo Pastorino | SrbijaSlobodan Soro · Aleksa Šaponjić · Živko Gocić · Vanja Udovičić · Dušan Mandić · Duško Pijetlović · Slobodan Nikić · Milan Aleksić · Nikola Rađen · Filip Filipović · Andrija Prlainović · Stefan Mitrović · Gojko Pijetlović    |
| Ženske     | ZDAElizabeth Armstrong · Heather Petri · Melissa Seidemann · Brenda Villa · Lauren Wenger · Maggie Steffens · Courtney Mathewson · Jessica Steffens · Elsie Windes · Kelly Rulon · Annika Dries · Kami Craig · Tumuaialii Anae | ŠpanijaLaura Ester · Marta Bach · Anna Espar · Roser Tarragó · Matilde Ortiz · Jennifer Pareja · Lorena Miranda · María del Pilar Peña · Andrea Blas · Ona Meseguer · María García Godoy · Laura López · Ana Copado                              | AvstralijaVictoria Brown · Gemma Beadsworth · Sophie Smith · Holly Lincoln-Smith · Jane Moran · Bronwen Knox · Rowena Webster · Kate Gynther · Glencora Ralph · Ashleigh Southern · Melissa Rippon · Nicola Zagame · Alicia McCormack |

## Medalje po državah
| Poz    | Država     | Zlato | Srebro | Bron | Skupaj |
| 1      | Hrvaška    | 1     | 0      | 0    | 1      |
| 1      | ZDA        | 1     | 0      | 0    | 1      |
| 3      | Italija    | 0     | 1      | 0    | 1      |
| 3      | Španija    | 0     | 1      | 0    | 1      |
| 5      | Avstralija | 0     | 0      | 1    | 1      |
| 5      | Srbija     | 0     | 0      | 1    | 1      |
| Skupaj | Skupaj     | 2     | 2      | 2    | 6      |